# Združene države Amerike v prvi svetovni vojni
Združene države Amerike so napovedale vojno Nemčiji 6. aprila 1917, skoraj tri leta po začetku prve svetovne vojne. Premirje je bilo med državama razglašeno 11. novembra 1918. Pred vstopom v vojno, so ZDA ostale nevtralne, čeprav so bile pomemben dobavitelj Združenemu kraljestvu, Franciji in drugim pristojnosti držav zaveznic prve svetovne vojne.           
ZDA so vložile svoje glavne prispevke v smislu zalog, surovin in denarja, začenši leta 1917. Ameriški vojaki pod vodstvom generala ameriške vojske Johna Pershinga, glavnega poveljnika ameriške ekspedicijske sile (AEF), so prispeli z številom 10.000 vojakov na zahodno fronto poleti 1918. Med vojno so ZDA mobilizirale več kot 4 milijone vojaškega osebja in utrpele izgubo 65.000 ljudi. Vojna je bila dramatična širitev ameriške vlade, da bi si prizadevala za vojno in znatno povečanje velikosti ameriških oboroženih sil.
Po relativno počasnem začetku pri mobilizaciji gospodarstva in delovne sile je bil do pomladi 1918 ameriški narod pripravljen igrati svojo vlogo v vojni. Pod vodstvom ameriškega predsednika Woodrowa Wilsona je vojna predstavljala vrhunec progresivne dobe, saj si je prizadevala za reformo in uvedbo demokracije v svetu. Javno nasprotovanje ameriškemu vstopu v vojno je bilo veliko.

## Vstop v vojno
Ameriški vstop v prvo svetovno vojno je nastopil 6. aprila 1917 po večletnem prizadevanju predsednika Woodrowa Wilsona, da bi Združene države Amerike držal stran od vojne. Mnenje o nevtralnosti je bilo še posebej veliko med Irskimi Američani, Nemškimi Američani in Skandinavskimi Američani, pa tudi med cerkvenimi voditelji in med ženskami na splošno. Po drugi strani pa je bilo ameriško mnenje že pred izbruhom prve svetovne vojne bolj negativno do Nemškega cesarstva kot do katere koli druge evropske države. Sčasoma, zlasti po poročilih o nemških vojnih zločinih v Belgiji leta 1914 in po nemški potopitvi britanske potniške ladje RMS Lusitania leta 1915, so Američani vse bolj začeli gledati na Nemško cesarstvo kot na agresorja.
Kot predsednik ZDA je bil Wilson tisti, ki je sprejemal ključne politične odločitve glede zunanjih zadev: medtem ko je v državi prevladoval mir, je domače gospodarstvo delovalo po načelu laissez-faire, pri čemer so ameriške banke dajale ogromna posojila Veliki Britaniji in Franciji – skladom, ki so bili v  velik del se uporablja za nakup streliva, surovin in hrane iz onstran Atlantika. Do leta 1917 se je Wilson minimalno pripravljal na kopensko vojno in držal ameriško vojsko v mirnem stanju, kljub vse večjim zahtevam po večji pripravljenosti. Vendar je razširil ameriško mornarico.
Leta 1917 se je z rusko revolucijo in razširjenim razočaranjem nad vojno ter z nizkimi krediti v Veliki Britaniji in Franciji zdelo, da ima Nemško cesarstvo premoč v Evropi, medtem ko se je Osmansko cesarstvo oklepalo svojih posesti na Bližnjem vzhodu. Istega leta se je Nemško cesarstvo odločilo, da nadaljuje neomejeno podmorniško vojno proti vsem plovilom, ki bodo plula v britanskih vodah; ta poskus, s katerim so Nemci mislili, da se bo Velika Britanija predala, je bil uravnotežen z pričakovanjem, da bo skoraj zagotovo pripeljal ZDA v vojno. Nemško cesarstvo je v telegramu, znanem kot Zimmermannov telegram, ki ga je prestregla britanska obveščevalna služba, dalo tudi skrivno ponudbo za pomoč Mehiki pri ponovni pridobitvi ozemelj, izgubljenih v mehiško-ameriški vojni. Objava tega sporočila je močno razburila Američane, ko so nemške podmornice začele potapljati ameriške trgovske ladje v severnem Atlantiku. Wilson je nato od kongresa zahteval "razglasitev vojne za konec vseh vojn", ki bi "naredila svet varen za demokracijo", kongres pa je 6. aprila 1917 glasoval za razglasitev vojne Nemškemu cesarstvu. 7. decembra 1917 so ZDA napovedale vojno še Avstro-Ogrski. Ameriške enote so začele prihajati na Zahodno fronto v veliko večjem številu leta 1918.

## Nevtralnost
Po začetku vojne leta 1914 so ZDA razglasile nevtralnost. 
Ko je nemška podmornica U-20 7. maja 1915 napadla in potopila britansko potniško ladjo RMS Lusitania, na kateri je med potopom umrlo 128 Američanov, je Wilson zahteval konec nemških napadov na potniške ladje in opozoril, da ZDA ne bodo tolerirale neomejenega podmorniškega vojskovanja v nasprotju z "ameriškimi pravicami" ter "mednarodnimi obveznostmi." Wilsonov državni sekretar William Jennings Bryan je odstopil, ker je menil, da so predsednikovi protesti proti nemški uporabi napadov U-podmornic v nasprotju z uradno zavezanostjo ameriške nevtralnosti. Po drugi strani je bil Wilson pod pritiskom vojnih politikov, ki jih je vodil nekdanji predsednik Theodore Roosevelt, ki je nemška dejanja obsodil kot "piratstvo", ter britanskih delegacij pod vodstvom Cecila Spring Ricea in sira Edwarda Greya.
Javno mnenje ZDA se je ogorčeno odzvalo na domnevno nemško sabotažo v Jersey Cityju v New Jerseyju 30. julija 1916 in na eksplozijo v Kingslandu 11. januarja 1917 v današnjem Lyndhurstu v New Jerseyju.
Ključno je, da se je spomladi 1917 uradna zavezanost predsednika Wilsona nevtralnosti končno razšla. Wilson je spoznal, da mora vstopiti v vojno, da bi sestavil mir in uresničil svojo vizijo Lige narodov na mirovni konferenci v Parizu.  

## Javno mnenje
Ameriško javno mnenje je bilo različno, saj je večina Američanov do začetka leta 1917 večinoma menila, da bi morale ZDA ostati izven vojne. Mnenje se je postopoma spreminjalo, deloma kot odgovor na nemška zločinska dejanja v Belgiji in pomorski napad na Lusitanio, deloma, ko so nemški Američani izgubili vpliv, deloma pa kot odgovor na Wilsonovo stališče, da mora Amerika odigrati svojo vojno vlogo, da bo svet postal varen za demokracijo.
V širši javnosti je bilo malo ali sploh nobene podpore za vstop v vojno na strani Nemškega cesarstva. Velika večina nemških Američanov, pa tudi skandinavskih Američanov, je želela, da Združene države ostanejo nevtralne; vendar se je ob izbruhu vojne na tisoče nemških državljanov ZDA poskušalo vpisati v nemško vojsko. Irska katoliška skupnost, ki je imela sedež v velikih mestih in je pogosto nadzorovala aparat demokratske stranke, je bila močno sovražna do kakršne koli pomoči Veliki Britaniji, zlasti po velikonočni vstaji leta 1916 na Irskem. Večina voditeljev protestantske cerkve v Združenih državah, ne glede na njihovo teologijo, je podpirala pacifistične rešitve, s katerimi bi Združene države posredovale pri miru. Tudi večina voditeljic ženskega gibanja, za katerega je zelo znana Jane Addams, je iskala pacifistične rešitve. Najvidnejši nasprotnik vojne je bil industrialec Henry Ford, ki je tudi osebno financiral.
Velika Britanija je imela pomembno podporo med intelektualci in družinami, ki so tesno povezane z Britanijo. Najvidnejši vodja je bil Samuel Insull iz Chicaga, vodilni industrialec, ki je emigriral iz Anglije. Insull je financiral številna propagandna prizadevanja in financiral mlade Američane, ki so se želeli boriti, tako da so se pridružili kanadski vojski.

## Gibanje pripravljenosti
Do leta 1915 so Američani vojni posvečali veliko več pozornosti. Potopitev Lusitanie je vzbudila besne obtožbe nemške brutalnosti. V ameriških vzhodnih mestih se je pojavilo novo gibanje "Pripravljenost". Trdili so, da morajo ZDA takoj zgraditi močne pomorske in kopenske sile za obrambne namene; neizrečena domneva je bila, da se bo Amerika slej ko prej spopadla z Nemčijo. Člani priprave so bili vsi republikanci, zlasti general Leonard Wood, nekdanji ameriški predsednik Theodore Roosevelt in nekdanja vojna sekretarja Elihu Root in Henry Stimson; zaposlili so številne najvidnejše bančnike, industrialce, odvetnike in potomce uglednih družin. Dejansko se je pojavil "atlantistični" zunanjepolitični establišment, skupina vplivnih Američanov, ki so izhajali predvsem iz odvetnikov višjega razreda, bankirjev, akademikov in politikov severovzhoda, ki so zavezani verigi anglofilskega internacionalizma.
Gibanje za pripravljenost je imelo tisto, kar politologi imenujejo "realistična" filozofija svetovnih zadev - verjeli so, da sta gospodarska moč in vojaška moč bolj odločilni kot idealistične križarske vojne, osredotočene na vzroke, kot sta demokracija in nacionalna samoodločba. Vedno znova so poudarjali šibko stanje nacionalne obrambe in so pokazali, da je 100.000-članska armada Združenih držav, celo povečana s 112.000-člansko nacionalno gardo, nemška vojska številčno presegla; podobno so bile leta 1915 oborožene sile Velike Britanije in Britanskega cesarstva, Francije, Rusije, Avstro-Ogrske, Osmanskega cesarstva, Italije, Bolgarije, Romunije, Srbije, Belgije, Japonske in Grčije vse večje in izkušenejše od ameriške vojske.
Pozvali so k UMT ali "univerzalni vojaški službi", po kateri bi moralo 600.000 moških, ki so vsako leto dopolnili 18 let, preživeti šest mesecev na vojaškem usposabljanju, nato pa so jih razporedili v rezervne enote. Mala redna vojska bi bila predvsem agencija za usposabljanje. Javno mnenje pa ni bilo pripravljeno iti tako daleč.
Tako vodja redne vojske kot vodje pripravljenosti so imeli slabo mnenje o Narodni gardi, ki so jo videli kot politizirano, provincialno, slabo oboroženo, slabo usposobljeno, preveč nagnjeno k idealističnim križarjenjem (v primerjavi s Španijo leta 1898) in premalo razumevanja  svetovne zadeve. Po drugi strani je bila Nacionalna garda trdno zakoreninjena v državni in lokalni politiki, pri čemer je bila zastopana iz zelo širokega preseka ameriške politične ekonomije. Straža je bila ena redkih državnih institucij, ki je (v nekaterih severnih državah) sprejemala temnopolte moške enako kot belce. 

### Odziv demokratov
Demokratska stranka je v gibanju Pripravljenosti videla grožnjo. Theodore Roosevelt, Root in Wood so bili bodoči republikanski predsedniški kandidati. Bolj subtilno so bili demokrati zakoreninjeni v lokalizmu, ki je cenil nacionalno gardo, volivci pa so bili najprej sovražni do bogatih in močnih. V sodelovanju z demokrati, ki so nadzorovali kongres, je Wilsonu uspelo zagotoviti silam pripravljenosti. Voditelji vojske in mornarice so bili prisiljeni pričati pred kongresom o tem, da je nacionalna vojska v odlični formi. 
V resnici niti ameriška vojska niti ameriška mornarica nista bili pripravljeni za vojno glede delovne sile, velikost, vojaško strojno opremo ali izkušnje. Mornarica je imela dobre ladje, a Wilson jih je uporabljal za grožnjo Mehiki, zato je bila pripravljenost mornarice slabša. Posadke Texasa in New Yorka, dveh najnovejših in največjih bojnih ladij, nista nikoli streljali s puško in morala mornarjev je bila nizka. Letalske sile vojske in mornarice so bile majhne. Kljub valu novih orožnih sistemov, razkritih v vojni v Evropi, je vojska posvečala malo pozornosti. Na primer, ni delala nobenih študij o bojevanju v jarkih, strupenem plinu ali tankih in ni bil seznanjen s hitrim razvojem zračnega vojskovanja. Demokrati v kongresu so poskušali zmanjšati vojaški proračun leta 1915. Gibanje za pripravljenost je učinkovito izkoristilo naval ogorčenja nad potopom Lusitanie maja 1915 in prisililo demokrate, da so obljubili nekaj izboljšav za vojaške in pomorske sile. Wilson, ki se je manj bal mornarice, je sprejel dolgoročni gradbeni program, ki je bil načrtovan tako, da bo mornarica do sredine dvajsetih let prejšnjega stoletja postala enaka britanski kraljevi mornarici, čeprav se to ni zgodilo do druge svetovne vojne. Dejstva o podmorniškem vojskovanju (ki je zahtevala rušilce in ne bojnih ladij) in možnosti neizbežne vojne z Nemškim cesarstvom (ali z Britanijo, če že to zadevo) so bila preprosto prezrta. 
Wilsonova odločitev je sprožila ognjeni vihar. Vojni sekretar Lindley Garrison je sprejel številne predloge voditeljev pripravnosti, zlasti njihov poudarek na velikih zveznih rezervah in opustitvi nacionalne garde. Garrisonovi predlogi niso le ogorčili pokrajinskih politikov obeh strank, ampak so sprožili ogorčenje tudi trdnega prepričanja, ki ga je delil liberalni del naprednega gibanja, to, da je imelo vojskovanje vedno skrito ekonomsko motivacijo. Natančneje, opozorili so, da so bili glavni hujskači na vojno newyorški bankirji (kot je J. P. Morgan) z milijoni ogroženih, zaslužkarniški proizvajalci streliva (kot Bethlehem Steel, ki je izdeloval vjaški oklep) in neznani industrijalci, ki so iskali globalne trge za nadzor. Protivojni kritiki so jim zamerili. Ti posebni interesi so bili premočni, zlasti v konservativnem krilu republikanske stranke, je opozoril senator La Follette. Edina pot do miru je bila v očeh mnogih razorožitev. 

### Nacionalna razprava
Garrisonov načrt je sprožil najhujšo bitko v zgodovini miru glede razmerja med vojaškim načrtovanjem in nacionalnimi cilji. V času miru so arzenali vojnega ministrstva in mornariške ladjedelnice izdelovali skoraj vso strelivo, ki ni bilo uporabno za civilne namene, vključno z vojaškimi ladjami, topništvom, vojaškimi puškami in granati. Predmeti, ki so bili na voljo na civilnem trgu, kot so hrana, konji, sedla, vozovi in vojaške uniforme, so bili vedno kupljeni od civilnih izvajalcev. 
Mirovni voditelji, kot sta Jane Addams iz Hull Housea in David Starr Jordan z univerze Stanford, so podvojili svoja prizadevanja, takrat pa so svoje glasove obrnili proti predsedniku, ker je "sejal seme militarizma, dvigoval vojaško in pomorsko kasto." Pridružili so se številni ministri, profesorji, tiskovni predstavniki kmetij in sindikalni voditelji, z močno podporo skupine štirih ducatov južnih demokratov v kongresu, ki so prevzeli nadzor nad odborom za vojaške zadeve. Wilson, ki je bil v hudih težavah, je svoj namen predstavil ljudem na veliki govorniški turneji v začetku leta 1916, ki je bila ogrevanje za njegovo ponovno volilno kampanjo tisto jesen.
Zdelo se je, da je Wilson pridobil srednje razrede, vendar je imel le malo vpliva na večinoma etnične delavske razrede in globoko izolacionistične kmete. Kongres se še vedno ni hotel umakniti, zato je Wilson Garrisona na mestu vojnega sekretarja zamenjal z Newtonom Bakerjem, demokratskim županom Clevelanda in odkritim nasprotnikom pripravljenosti. Rezultat je bil kompromis, sprejet maja 1916, ko je vojna divjala in Berlin je razpravljal o tem, ali je Amerika tako šibka, da jo je mogoče prezreti.  Vojska naj bi se podvojila na 11.300 častnikov in 208.000 mož, brez rezerve, in nacionalno gardo, ki bi se v petih letih povečala na 440.000 mož. Poletna taborišča po modelu Plattsburg so bila odobrena za nove častnike, vlada pa je dobila 20 milijonov dolarjev za izgradnjo lastne tovarne nitratov. Podporniki pripravljenosti so bili potlačeni, protivojni ljudje so veselili. ZDA bi bile zdaj prešibke za vojno. Polkovnik Robert L. Bullard se je zasebno pritožil, da sta obe strani [Britanija in Nemško cesarstvo] z njimi ravnali s prezirom; "Naša neumna, samozadovoljna domišljavost premoči nam je eksplodirala v obraz in zaslužnost!" je dejal slednji. Bela Hiša je prekinila tudi pomorske načrte. V bitki pri Jutlandu (31. maj/1. junij 1916) se je glavna nemška mornarica na odprtem morju zapletla v neprepričljiv spopad z veliko močnejšo britansko Kraljevo mornarico. Če so trdili, da je ta bitka dokazala veljavnost Mahanove doktrine, so navalisti prevzeli nadzor v senatu, razbili koalicijo predstavniškega doma in odobrili hitro triletno gradnjo vseh razredov vojaških ladij. Vlada je bila pooblaščena za izgradnjo lastne tovarne oklepnih plošč. Sama šibkost ameriške vojaške moči je spodbudila Nemško cesarstvo, da je leta 1917 začelo z neomejenimi podmorniškimi napadi. Vedeli so, da to pomeni vojno z Ameriko, vendar so lahko zanemarili neposredno tveganje, ker je bila ameriška vojska zanemarljiva in novih vojaških ladij ne bi bilo na morju do leta 1919, ko je bilo vojne konec, na kar je predvideval Berlin, z zmago Nemškega cesarstva. Zamisel, da je oborožitev vodila v vojno, se je obrnila na nasprotno: zavrnitev oboroževanja leta 1916 je privedla do vojne leta 1917. 

## Napoved vojne
Januarja 1917 je Nemško cesarstvo nadaljevalo neomejeno podmorniško vojno v upanju, da bo prisililo Združeno Kraljestvo, da začne z mirovnimi pogajanji in se preda. Hkrati je tudi napovedala, da bo napadla in potopila vsako ladjo za katero bo sama sumila, da je britanska. Nemški zunanji minister Arthur Zimmermann je 1. februarja po telegramu pozval Mehiko, naj se pridruži vojni kot zaveznica Nemškega cesarstva proti Združenim državam Amerike. V zameno bi Nemci Mehiki poslali denar in ji pomagali dobiti ozemlja Teksasa, Nove Mehike in Arizone, ki jih je Mehika izgubila med mehiško-ameriško vojno 70 let prej. Britanske obveščevalne službe so prestregle telegram in informacije posredovale Washingtonu D.C.
Wilson je telegram prejel naslednji dan in ga objavil v ameriško javnost. Telegram je močno razburil številne Američane. Sprva je Wilson poskušal ohraniti nevtralnost, medtem ko se je boril proti U-podmornicam, tako da je oborožil ameriške trgovske ladje s puškami, ki so bile dovolj močne, da so lahko napadle nemške podmornice nad morsko gladino (vendar so puške postale neuporabne, ko so bile podmornice pod vodno gladino). Potem, ko so nemške U-podmornice napadle in potopile sedem ameriških trgovskih ladij, je Wilson končno odšel v ameriški kongres in pozval k razglasitvi vojne Nemškemu cesarstvu. 4. februarja je Wilson podpisal prekinitev uradnih diplomatskih odnosov z Nemčijo, 6. aprila 1917 pa je kongres pod Wilsonovim dovoljenjem Nemčiji napovedal vojno. S tem so ZDA vstopile v prvo svetovno vojno.
Zaradi februarske revolucije v Ruskem carstvu leta 1917 je car odstopil in ga je zamenjala ruska začasna vlada. To je pomagalo premagati Wilsonovo zadržanost, da bi se ZDA borile ob strani države, ki ji vlada absolutistični monarh. Zadovoljne z naklonjenostjo začasne vlade, so ZDA 9. marca 1917 novi vladi podelile diplomatsko priznanje.  
Pod Wilsonovim dovoljenjem je ameriški kongres 7. decembra 1917 napovedal vojno Avstro-Ogrski, vendar Amerika nikoli ni napovedala vojne ne Bolgariji in ne Osmanskemu cesarstvu ali različnim manjšim sovražnikom, ki so bili v zavezništvu z centralnimi silam. Tako so ZDA ostale nevpletene v vojaške kampanje v srednji in vzhodni Evropi, na Bližnjem vzhodu, na Kavkazu, v Severni Afriki, podsaharski Afriki, Aziji in Pacifiku.

## Domača fronta
Domača fronta je zahtevala takojšnjo mobilizacijo celotnega prebivalstva in celotnega gospodarstva za najetje vojakov, proizvodnjo zalog hrane, streliva in denarja, potrebnih za zmago v vojni. Trajalo je eno leto, da so dosegli zadovoljivo stanje. Čeprav je vojna trajala že skoraj tri leta, se je Washington D.C. izogibal načrtovanju ali celo priznavanju težav, ki so jih morali Britanci in drugi zavezniki reševati na svojih domačih frontah. Posledično je bila stopnja zmede sprva visoka. Končno je bila učinkovitost dosežena spomladi 1918.
Vojna se je pojavila sredi progresivne dobe, ko sta bila učinkovitost in strokovnost zelo cenjena. Zato je zvezna vlada ustanovila množico začasnih agencij s 50.000 do 1.000.000 novimi zaposlenimi, da bi združila strokovno znanje, potrebno za preusmeritev gospodarstva v proizvodnjo streliva in hrane, potrebnega za vojno, pa tudi za propagandne namene.

### Hrana
Najbolj občudovana agencija za učinkovitost je bila Uprava za hrano Združenih držav Amerike pod vodstvom Herberta Hooverja. Začela se je množična kampanja, da bi Američane naučila varčevati s svojimi proračuni za hrano in gojiti vrtove zelenjave na svojih dvoriščih za družinsko porabo. Upravljala je nacionalno distribucijo hrane in cene ter gradila Hooverjev sloves kot neodvisne sile predsedniške kakovosti.  

### Finance
Leta 1917 je bila vlada nepripravljena na ogromne gospodarske in finančne obremenitve zaradi vojne. Washington D.C. je naglo prevzel neposreden nadzor nad gospodarstvom. Skupni stroški vojne so znašali 33 milijard dolarjev, kar je bilo 42-krat več kot vsi prejemki državne blagajne leta 1916. Ustavna sprememba je leta 1913 legitimirala dohodnino; njegove prvotne zelo nizke ravni so se dramatično povečale, zlasti na zahtevo južnih progresivnih elementov. Kongresnik iz Severne Karoline Claude Kitchin, predsednik odbora za načine in sredstva za pisanje davkov, je trdil, da bi morali zanjo plačati, ker so bili vzhodni poslovneži vodilni pri pozivanju k vojni. V obdobju, ko je večina delavcev zaslužila manj kot 1000 $ na leto, je bila osnovna izjema 2000 $ za družino. Nad to ravnjo so se davki začeli z 2-odstotno stopnjo leta 1917, leta 1918 pa so poskočili za 12 odstotkov. Poleg tega so bili pribitki od enega odstotka za dohodke nad 5.000 $ do 65 odstotkov za dohodke nad 1.000.000 $. Posledično je najbogatejših 22 odstotkov ameriških davkoplačevalcev plačalo 96 odstotkov dohodnine posameznikov. Podjetja so se soočila z vrsto novih davkov, zlasti na "presežne dobičke", ki so segale od 20 do 80 odstotkov dobička nad predvojnimi ravnmi. Obstajale so tudi trošarine, ki so jih plačali vsi, ki so kupili avtomobil, nakit, fotoaparat ali motorni čoln. Največji vir dohodka so bile vojne obveznice, ki so bile dejansko prodane množicam z dovršeno inovativno kampanjo za dosego povprečnih Američanov.  Filmske zvezde in druge zvezdnice, podprte z milijoni plakatov, in vojska govorcev Four-Minute Men so razložili pomen nakupa obveznic. V tretji kampanji Liberty Loan leta 1918 se je vpisala več kot polovica vseh družin. Skupno je bilo prodanih 21 milijard dolarjev obveznic z obrestmi od 3,5 do 4,7 odstotka.  Novi sistem Federal Reserve je spodbudil banke, da so družinam posojali denar za nakup obveznic. Vse obveznice so bile po vojni odkupljene z obrestmi. Preden so ZDA vstopile v vojno, so newyorške banke veliko posojale Britancem. Po vstopu ZDA aprila 1917 je ministrstvo za finance dalo 10 milijard dolarjev dolgoročnih posojil Veliki Britaniji, Franciji in drugim zaveznicam s pričakovanjem, da bodo posojila odplačana po vojni. Dejansko so Združene države Amerike vztrajale pri poplačilu, ki so ga do petdesetih let prejšnjega stoletja na koncu dosegle vse države razen Rusije.

### Proizvodi
Ameriška zveza dela (AFL) in pridruženi sindikati so močno podpirali vojna prizadevanja. Strah pred težavami vojne proizvodnje s strani delavskih radikalov je zagotovil politični vzvod AFL za priznanje in posredovanje v delovnih sporih, pogosto v korist izboljšav delavcev. Uprli so se stavkam v korist vojne politike, plače pa so narasle, ko je bila na vrhuncu vojne dosežena skoraj polna zaposlenost. Sindikati AFL so odločno spodbujali mlade moške, da so se vpisali v vojsko, in ostro nasprotovali prizadevanjem za zmanjšanje novačenja in upočasnitve vojne proizvodnje s strani pacifistov, protivojnih industrijskih delavcev sveta (IWW) in radikalnih socialistov. Za nemoteno delovanje tovarn je Wilson leta 1918 ustanovil organizacijo National War Labour Board, ki je vodstvo prisilil v pogajanja z obstoječimi sindikati. Wilson je tudi imenoval predsednika AFL Samuela Gompersa v močan Svet za nacionalno obrambo, kjer je ustanovil vojni odbor za delo. 
Potem, ko se je sprva uprlo zavzeti stališču, je postal dejavno protivojen, vključeval se je v stavke in govore ter bil deležen tako zakonitega kot nezakonitega zatiranja s strani zveznih in lokalnih vlad kot tudi zagovornikov vojne. IWW je bila označena kot anarhična, socialistična, nedomoljubna, tuja in financirana z nemškim zlatom, nasilni napadi na člane in urade pa so se nadaljevali v dvajsetih letih prejšnjega stoletja.

### Vloga žensk
V prvi svetovni vojni so ženske prvič v ameriški zgodovini v velikem številu prevzele tradicionalne moške službe. Številne ženske so delale v številnih tovarnah in so sestavljale strelivo. Nekatere veleblagovnice so prvič zaposlile Afroameričanke kot upravljalke dvigal in natakarice v kavarnah.
Večina žensk je ostala gospodinj. Uprava za hrano je pomagala gospodinjam pri pripravi bolj hranljivih obrokov z manj odpadkov in z optimalno uporabo razpoložljivih živil. Najpomembneje je, da je morala žensk ostala visoka, saj se je na milijone žensk srednjega razreda pridružilo Rdečemu križu kot prostovoljke, da bi pomagale vojakom in njihovim družinam. Z redkimi izjemami ženske niso poskušale preprečiti osnutka.
Ministrstvo za delo je ustanovilo skupino za ženske v industriji, ki jo je vodila ugledna raziskovalka dela in družboslovka Mary van Kleeck. Ta skupina je pomagala razviti standarde za ženske, ki so delale v panogah, povezanih z vojno, skupaj z odborom za politiko vojnega dela, katerega član je bil tudi van Kleeck. Po vojni se je skupina za ženske v industriji razvila v ameriški urad za ženske, ki ga je vodila Mary Anderson.

### Propaganda
Za sodelovanje ZDA je bila ključna obsežna domača propagandna kampanja. Da bi to dosegli, je predsednik Wilson z izvršilnim ukazom 2594 13. aprila 1917 ustanovil Odbor za obveščanje javnosti, ki je bil prvi državni urad v Združenih državah, ki je bil glavni poudarek na propagandi. Oseba, ki jo je predsednik Wilson zadolžil za organizacijo in vodenje CPI, je bil George Creel, nekoč neizprosen novinar in organizator politične kampanje, ki je brez usmiljenja iskal kakršno koli informacijo, ki bi prikazala slabo sliko njegovim nasprotnikom. Creel je opravil svojo nalogo z neizmerno energijo. Ustvaril je zapleten propagandni sistem brez primere, ki je vplival na skoraj vse faze običajnega ameriškega življenja. V tisku – pa tudi s fotografijami, filmi, javnimi sestanki in shodi – je CPI uspelo zasuti javnost s propagando, ki je vzbujala ameriški patriotizem, hkrati pa je v mladem ljudstvu ustvarila protinemško podobo, kar je še dodatno utišalo glas zagovornikov nevtralnosti. Prav tako je prevzela nadzor nad trgom v zvezi z širjenjem vojnih informacij na ameriški domači fronti, kar je posledično spodbujalo sistem prostovoljne cenzure v časopisih in revijah v državi, hkrati pa je nadzoroval te iste medije zaradi uporniške vsebine ali protiameriške podpore. Kampanjo je sestavljalo na deset tisoče voditeljev skupnosti, ki jih je izbrala vlada, ki so na tisočih javnih zbirališčih imeli kratke, skrbno vodene govore.
Poleg vladnih agencij so bile uradno odobrene zasebne skupine aktivnih, kot je bila Ameriška zaščitna liga. Pozorno so spremljali (in včasih kaznovali) ljudi, ki so nasprotovali ameriškemu vstopu v vojno ali prikazovanju prevelike nemške dediščine.
Druge oblike propagande so vključevale filmske filme, velike plakate (ki jih je oblikovalo več znanih ilustratorjev tistega časa, vključno z Louisom D. Fancherjem in Henryjem Reuterdahlom), članke iz revij in časopisov ter panoje. Ob koncu vojne leta 1918, po podpisu premirja, je bil CPI razpuščen, potem, ko je izumil nekaj taktik, ki jih uporabljajo današnji propagandisti. 

### Otroci
Ameriški narod je dal velik pomen vlogi otrok, jih učil domoljubja in narodne službe ter jih pozval k spodbujanju vojne podpore in ozaveščanju javnosti o pomenu vojne. Ameriški skavti so pomagali pri distribuciji vojnih pamfletov, pomagali so tudi pri prodaji vojnih obveznic in pomagali pri spodbujanju nacionalizma in podpori vojni.  

## Motorna vozila
Pred ameriškim vstopom v vojno je veliko ameriških težkih štirikolesnih tovornjakov, zlasti proizvajalcev Four Wheel Drive (FWD) Auto Company, in Jeffery / Nash Quads, že služilo v tujih vojskah, ki so jih najele Velika Britanija, Francija in Rusija. Ko se je začela vojna, so motorna vozila začela nadomeščati konje in so vlekla vagone, a na evropskih blatnih cestah in bojiščih so tovornjaki z dvokolesnim pogonom obtičali, vodilne zavezniške države pa niso mogle proizvesti tovornjakov 4WD v potrebnem številu. Ameriška vojska je želela zamenjati ekipe s štirimi vozili, ki so se uporabljale za vleko standardnih 11⁄2 ameriških ton tovora, s tovornjaki, in je poznega leta 1912 zahtevala predloge podjetij. To je vodilo do tega, da je podjetje Thomas B. Jeffery do julija 1913 razvilo kompetenten tovornjak s štirikolesnim pogonom in nosilnostjo 11⁄2 kratke tone: "Quad". 
Tovornjak Jeffery Quad in Nash Quad sta po prevzemu podjetja s strani Nash Motorsa po letu 1916 močno pomagala prizadevanjem več zavezniških držav v prvi svetovni vojni, zlasti Francozov. ZDA so prvič sprejele Quads v jezi med USMC-jevimi okupacijami Haitija in Dominikanske republike od leta 1915 do 1917. Ko so ZDA vstopile v prvo svetovno vojno, je general John Pershing v evropskih kampanjah močno uporabljal vozila Nash Quads. Postali so delovna vozila tamkajšnjih zavezniških ekspedicijskih sil - tako kot običajni transportni tovornjaki kot v obliki oklepnika Jeffery. Med letoma 1913 in 1919 je bilo zgrajenih približno 11.500 vozil Jeffery/Nash Quad.
Uspeh avtomobilov s štirikolesnim pogonom v zgodnjih vojaških aktivnosti je spodbudil ameriško podjetje, da je proizvedlo več tovornjakov.  Za prvo svetovno vojno je ameriška vojska naročila količino 15.000 FWD model B, tri tone (6000 lb/2700 kg) nosilnih tovornjakov, kot "tovornjak, 3 tone, model 1917", z več kot 14.000 dejansko dostavljenimi. Dodatna naročila so prišla iz Združenega kraljestva in Rusije. Ko so bili v prvi svetovni vojni v velikem številu potrebni tovornjaki s štirikolesnim pogonom FWD in Jeffery / Nash, je oba modela po licenci izdelalo več dodatnih podjetij, da bi zadovoljili povpraševanje. FWD Model B so po licenci izdelali štirje dodatni proizvajalci.
Tovornjaki Quad in FWD so bili prvi avtomobili s štirikolesnim pogonom na svetu, izdelani v petmestnem številu, in so vključevali številne značilne tehnološke inovacije, ki so omogočile tudi odločilno uporabo tovornjakov 4x4 in 6x6 ZDA ter zaveznicam pozneje v svetovni vojni. Proizvodnja Quada se je nadaljevala 15 let s skupno 41.674 izdelanimi vozili.
Družbeno podjetje FWD je bilo tisto, ki je od leta 1918 do 1922 zaposlovalo Luello Bates, za katero se domneva, da je bila prva voznica tovornjaka, izbrana za delo kot testna in demonstracijska voznica za FWD. Med prvo svetovno vojno je bila testna voznica, ki je potovala po zvezni državi Wisconsin s tovornjakom FWD Model B. Po vojni, ko je bila večina žensk, ki so delale v Four Wheel Driveu, odpuščena, je Bates delala kot demonstratorka in voznica.

## Ameriška vojska
Še leta 1917 so Združene države Amerike vzdrževale le majhen del vojske, ki je bila dejansko manjša od vojske trinajstih držav, ki so bile že močno aktivne v vojni. Po sprejetju zakona o selektivni službi leta 1917 je v vojaško službo vpoklicala 4 milijone moških. Do poletja 1918 je v Francijo prispelo približno 2 milijona ameriških vojakov, od katerih jih je približno polovica dočakala svoj konec na zahodni fronti; po premirju 11. novembra je v Francijo dnevno prihajalo približno 10.000 vojakov. Leta 1917 je Kongres podelil ameriško državljanstvo Portoričanom, ko so bili vpoklicani za sodelovanje v prvi svetovni vojni, kot del Jonesovega zakona. Na koncu je Nemški imperij napačno izračunal vpliv Združenih držav na izid konflikta, saj je verjel, da bo minilo še veliko mesecev, preden bodo v Evropo prispele ameriške enote, in precenilo učinkovitost U-podmornic pri upočasnitvi ameriške mobilizacije. Začenši z bitko pri Saint-Mihielu, prvi večji bitki, v kateri so sodelovale ameriške ekspedicijske sile, so bili vodje vojnih prizadevanj Združenih držav general vojsk John J. Pershing, voditelj mornarice William Sims in vodja letalske službe Mason Patrick.  
Ameriška mornarica je poslala skupino bojnih ladij v Scapa Flow, da bi se pridružila britanski mornarici, rušilce pa v Queenstown na Irskem in podmornice za pomoč pri varovanju konvojev. V Francijo je bilo poslanih tudi več polkov marincev. Britanci in Francozi so želeli, da bi se ameriške enote uporabile za okrepitev njihovih enot, ki so bile že na bojnih linijah, in da ne bi zapravljali redkega ladijskega prometa za dovoz zalog. ZDA so prvi predlog zavrnile in sprejele drugega. General John J. Pershing, poveljnik ameriških ekspedicijskih sil (AEF), je zavrnil najetje ameriških enot, da bi služile zgolj kot okrepitev Britanskemu imperiju in francoskim enotam. Izjemoma je dovolil afroameriškim bojnim polkom, da bi se borili v francoskih divizijah. Harle Hellfighters so se borili kot del francoske 16. divizije.

### Ženske v vojski
Američanke niso nikoli služile v bojnih vlogah (kot nekatere Rusinje), vendar so mnoge želele služiti kot medicinske sestre in podporno osebje v vojaški uniformi. Med vojno je 21.498 medicinskih sester ameriške vojske (ameriške vojaške medicinske sestre so bile takrat vse ženske) služilo v vojaških bolnišnicah v Združenih državah in v tujini. Številne od teh žensk so bile nameščene v bližini bojišč in so skrbele za več kot milijon vojakov, ki so bili ranjeni ali so bili bolni. 272 medicinskih sester ameriške vojske je umrlo zaradi bolezni (predvsem tuberkuloze, gripe in pljučnice). Osemnajst medicinskih sester afroameriške vojske, vključno z Aileen Cole Stewart, je v državi skrbelo za nemške vojne ujetnike (POW) in afroameriške vojake. Razporejeni so bili v več kampih, med drugimi Camp Grant, IL, in Camp Sherman, OH, in so živeli v ločenih prostorih.
Hello Girls je bilo pogovorno ime za ameriške ženske operaterke centralnih sil v prvi svetovni vojni, uradno znane kot enota ženskih telefonskih operaterjev Signal Corps. Med prvo svetovno vojno so bili ti operaterji central zaposleni Army Signal Corps. Ta korpus je bil ustanovljen leta 1917 na podlagi poziva generala Johna J. Pershinga, da bi izboljšali vse slabše stanje komunikacij na zahodni fronti. Kandidati za enoto ženskih telefonskih operaterk v zvezni enoti so morali biti dvojezični v angleščini in francoščini, da bi zagotovili, da bi ukaze slišal kdorkoli. Prijavilo se je več kot 7.000 žensk, od tega pa je bilo sprejetih le 450 žensk. Mnoge od teh žensk so bile nekdanje operaterke centralnih sil ali pa so bile zaposlene v telekomunikacijskih podjetjih. Kljub dejstvu, da so nosile vojaške uniforme in so zanje veljali vojaški predpisi, niso prejele častnih razrešnic, ampak so veljale za "civilne", zaposlene v vojski, ker so predpisi vojske določali, da se v vojsko lahko vpišejo samo moški. Šele leta 1978, ob 60. obletnici konca prve svetovne vojne, je kongres odobril status veteranke in častne odpustitve preostalim ženskam, ki so služile v enoti za ženske telefonskih operaterk signalnega korpusa.
Prvič med vojno je bilo 13.000 žensk sprejetih v aktivno službo v ameriški mornarici. Služile so na delovnih mestih v državi in so prejemale enake naloge in odgovornosti kot moški, vključno z enako plačo (28,75 USD na mesec), po vojni pa so bile obravnavane kot veteranke. 
Ameriški marinski korpus je v službo vpoklical 305 žensk, ki so zasedle položaje, kot so uradnice in telefonske operaterke na domači fronti. 
Leta 1918 med vojno sta se sestri dvojčici Genevieve in Lucille Baker postali prvi ženski, ki sta služili v ameriški obalni straži. Pred koncem vojne se jima je pridružilo še nekaj žensk, vse pa so služile v obalni straži na sedežu obalne straže.
Leta 1942 so bile ženske spet pripeljane v vojsko, v veliki meri po britanskem vzoru.

### Vpliv ameriških sil na vojno
Na francoskih bojiščih so spomladi 1918 od vojne utrujene antante vojske navdušeno sprejele ameriške čete. Prihajali so s hitrostjo do 10.000 vojakov na dan, v času, ko Nemci niso mogli nadomestiti svojih vojaških izgub. Američani so zmagali v bitki pri Cantignyju, nato pa še na obrambnih tribunah pri Chateau-Thierryju in Belleau Woodu. Američani so pomagali britanskemu imperiju, francoskim in portugalskim silam premagati in premagati končno močno nemško ofenzivo (pomladanska ofenziva od marca do julija 1918), najpomembneje pa je bilo, da so Američani odigrali pomembno vlogo v zadnji ofenzivi antante (stodnevna ofenziva od avgusta do novembra). Vendar pa so številni ameriški poveljniki uporabili isto napačno taktiko, ki so jo Britanci, Francozi, Nemci in drugi opustili zgodaj v vojni, zato številne ameriške ofenzive niso bile posebej učinkovite. Pershing je še naprej pošiljal čete v te napade s celotno skupino, kar je povzročilo velike smrtne žrtve brez opaznega vojaškega uspeha proti izkušenim veteranskim nemškim in avstro-ogrskim enotam. Kljub temu je prihod novih in izurjenih ameriških vojakov močno okrepil strateški položaj zaveznikov in dvignil moralo. Zavezniki so dosegli zmago nad Nemškim cesarstvom 11. novembra 1918, potem ko je nemška morala padla tako doma kot na bojišču.

## Napadi na Orleans
21. julija 1918 je nemška U-podmornica z granatami in torpedi napadla Orleans v Massachusettsu. Verjetno so nemci zgrešili svoje tarče vlačilcev in bark, namesto tega je večina granat padla na kopno, kar je kazalo na to, da je podmornica nameravala napasti mesto. V napadu sta bila dva ameriška vojska hospitalizirana, poškodovan je bil vlačilec, nekaj plovil pa je bilo potopljenih. Ta napad je bil edini napad na ameriško ozemlje v prvi svetovni vojni.

## Obdobje po prvi svetovni vojni
Vlada je po konu vojne nemudoma prekinila vojne pogodbe, končala nabor in začela vračati svoje vojake iz Evrope, kakor hitro je bilo to mogoče. Vendar ni bilo zakona o GI ali finančnih in izobraževalnih ugodnosti za veterane, pomanjkanje pa je povzročilo veliko politično vprašanje, zlasti za velike veteranske skupine, kot so bili veterani tujih vojn in nova ameriška legija. Obdobje prilagajanja so zaznamovali naraščajoča brezposelnost, množične stavke in rasni nemiri leta 1919. Javnost je zahtevala vrnitev v "normalnost" in zavrnila ponovno izvolitvijo Wilsona, z izvolitvijo konservativnega republikanca Warrena G. Hardinga.